# 内田順三
内田 順三（うちだ じゅんぞう、1947年9月10日 - ）は、静岡県三島市出身の元プロ野球選手（外野手、一塁手）・コーチ・監督、評論家。

## 来歴・人物

### プロ入り前
実家は洋品店。2歳上の兄に付いて行って、野球で遊んだことが野球との出会いだった。子供の頃に右手を骨折し、以来ずっと左利き。三島南中学で野球部に入って、初めて本格的に野球チームでの活動を始める。東海大一高校では3年次の1965年、夏の甲子園に中堅手として出場。1回戦で鹿沼農商高校のエース斎藤芳明を攻略して2回戦に進むが、三池工業高校の2年生左腕の上田卓三に抑えられ敗退した（三池工業はこの大会に優勝している）。
卒業後は駒澤大学へ進学。東都大学リーグでは1年上のエース野村収を擁し、3年次の1968年春に優勝した。同年の全日本大学野球選手権大会では、決勝で田淵幸一らのいた法政大学に敗れ準優勝だった。4年次の1969年には第8回アジア野球選手権大会日本代表に選出された。リーグ通算成績は、85試合の出場で、259打数70安打、打率.270、12本塁打、46打点。ベストナイン（外野手）3度受賞。
同年に行われたドラフト会議では、ヤクルトアトムズから8位指名を受ける。指名順位が低かったことで、当時の駒大野球部監督の小林昭仁からは、社会人野球に進んで次のドラフトを待った方が良いということを言われたが、大学同期の捕手大矢明彦と一緒にアトムズの関係者と会って説得されたことで「入団するなら今の方がいい」と思い直し、大矢と共に入団した。

### ヤクルト時代
1年目の1970年から一軍に定着。2年目の1971年には大塚徹と右翼手のレギュラーを争い、規定打席には届かなかったものの打率.307の好成績を記録した。3年目の1972年は打撃が低迷し、ロッテオリオンズから移籍してきたアルト・ロペスに定位置を明け渡した。その後は準レギュラーとして起用され、1975年に、小田義人と共に、大杉勝男との交換トレードで、日本ハムファイターズへ移籍。

### 日本ハム時代
1975年は右翼手の定位置を獲得し、108試合に出場した。
1976年も101試合に出場するが、ボビー・ミッチェル、ウォルター・ウィリアムスの両外国人選手が外野のレギュラーに座った。
1977年は、鵜飼克雄、皆川康夫、新美敏と共に、佐伯和司、宮本幸信、久保俊巳との4対3の交換トレードで広島東洋カープへ移籍した。

### 広島時代
移籍1年目の1977年は出場80試合ながら打率.331を記録し、1978年も打率.327と好成績を挙げるが、長打力不足もあってレギュラーに届かなかった。
1982年、シーズン途中に監督の古葉竹識から、来年から指導者になるよう、そのためにこれからファームで勉強してくるように言われ、選手登録されたままで二軍で打撃コーチ補佐的なことをしていた。まだ代打なら使えるとして他球団からの誘いもあったが、「現役にこだわったとしても出来るのはあと1、2年。いずれは指導者になりたかったし、長い野球人生を考えたら、古葉さんの作った道を進んだ方が良い」と考え、同年限りでの現役引退を決める。現役最終出場は同年5月28日の対阪神戦（広島市民球場）。本人は「実質自分の現役生活は5月で終わった」と話している。

### 引退後
引退後は広島で二軍打撃コーチ補佐（1983年）・一軍打撃コーチ（1984年 - 1987年、2003年 - 2005年）・二軍打撃コーチ（1988年 - 1993年）・打撃統括コーチ（2008年 - 2010年）→二軍打撃チーフコーチ（2011年）→二軍監督（2012年 - 2014年）、巨人で二軍打撃コーチ（1994年 - 1997年途中、1998年、2016年 , 2018年）・一軍打撃コーチ（1997年途中 - シーズン終了、1999年 - 2002年、2006年 - 2007年）・巡回打撃コーチ（2017年 - 2017年7月15日, 2019年）・二軍監督（2017年7月15日 - シーズン終了）を務めた。
広島コーチ1期目は一軍時代の1984年にリーグ優勝・日本一に貢献し、二軍時代には小早川毅彦・緒方孝市・野村謙二郎・江藤智や前田智徳・金本知憲らの育成に力を注ぎ、赤ヘル野球の攻撃陣を支えた。2期目は山本浩二監督の要請で復帰し、伸び悩んでいた嶋重宣・新井貴浩を開花させた。
巨人コーチ1期目には仁志敏久・清水隆行・高橋由伸・阿部慎之助など多くの打者を育て、特に阿部に対して、打撃と守備との切り替え、集中を諭して、その後の成長のもとを築いたという。
2019年10月2日に巨人巡回打撃コーチを退任し、アトムズ入団後半世紀にも渡って途切れることなく着続けたプロ野球のユニフォームを脱ぐと、2020年1月5日からはJR東日本外部コーチに就任。初めて社会人野球の指導を行い、その傍らでデイリースポーツWEB評論家としても活動するほか、2022年からは松井優典と共にNPO法人「ファイアーレッズメディカルスポーツクラブ」アドバイザーも務める。
2023年はキャンプで千葉ロッテマリーンズの臨時打撃コーチを務めた。12月20日にはウエスタン・リーグに新規参加するハヤテ223（当時チーム名未定、その後「くふうハヤテベンチャーズ静岡」と発表）の打撃アドバイザーに就任することが発表され、2024年いっぱい務めたのち、個人的な事情を理由として10月31日付けでの退団が発表された。

## 詳細情報

### 年度別打撃成績
| 年 度      | 球 団      | 試 合 | 打 席 | 打 数 | 得 点 | 安 打 | 二 塁 打 | 三 塁 打 | 本 塁 打 | 塁 打 | 打 点 | 盗 塁 | 盗 塁 死 | 犠 打 | 犠 飛 | 四 球 | 敬 遠 | 死 球 | 三 振 | 併 殺 打 | 打 率 | 出 塁 率 | 長 打 率 | O P S |
| ---------- | ---------- | ----- | ----- | ----- | ----- | ----- | -------- | -------- | -------- | ----- | ----- | ----- | -------- | ----- | ----- | ----- | ----- | ----- | ----- | -------- | ----- | -------- | -------- | ----- |
| 1970       | ヤクルト   | 67    | 145   | 131   | 7     | 15    | 3        | 0        | 0        | 18    | 3     | 0     | 2        | 6     | 0     | 8     | 0     | 0     | 30    | 2        | .115  | .165     | .137     | .303  |
| 1971       | ヤクルト   | 102   | 285   | 251   | 28    | 77    | 12       | 2        | 3        | 102   | 21    | 7     | 7        | 4     | 1     | 25    | 0     | 4     | 36    | 1        | .307  | .377     | .406     | .784  |
| 1972       | ヤクルト   | 84    | 215   | 184   | 22    | 41    | 9        | 0        | 4        | 62    | 27    | 9     | 7        | 13    | 0     | 14    | 1     | 4     | 27    | 7        | .223  | .292     | .337     | .629  |
| 1973       | ヤクルト   | 93    | 248   | 219   | 21    | 60    | 13       | 1        | 1        | 78    | 19    | 3     | 5        | 5     | 5     | 19    | 2     | 0     | 19    | 4        | .274  | .325     | .356     | .681  |
| 1974       | ヤクルト   | 95    | 244   | 202   | 24    | 45    | 8        | 2        | 4        | 69    | 21    | 3     | 5        | 8     | 2     | 28    | 2     | 4     | 25    | 5        | .223  | .326     | .342     | .668  |
| 1975       | 日本ハム   | 108   | 367   | 324   | 31    | 84    | 6        | 4        | 3        | 107   | 23    | 12    | 7        | 10    | 2     | 30    | 0     | 1     | 41    | 6        | .259  | .322     | .330     | .652  |
| 1976       | 日本ハム   | 101   | 293   | 258   | 34    | 62    | 13       | 4        | 4        | 95    | 21    | 4     | 4        | 2     | 3     | 26    | 2     | 4     | 16    | 4        | .240  | .316     | .368     | .684  |
| 1977       | 広島       | 80    | 139   | 121   | 16    | 40    | 2        | 0        | 4        | 54    | 24    | 1     | 0        | 1     | 2     | 15    | 0     | 0     | 16    | 5        | .331  | .399     | .446     | .845  |
| 1978       | 広島       | 68    | 112   | 98    | 15    | 32    | 7        | 1        | 0        | 41    | 11    | 0     | 0        | 0     | 2     | 12    | 0     | 0     | 9     | 4        | .327  | .393     | .418     | .811  |
| 1979       | 広島       | 67    | 67    | 58    | 4     | 11    | 1        | 0        | 1        | 15    | 8     | 0     | 0        | 0     | 1     | 6     | 2     | 2     | 6     | 1        | .190  | .284     | .259     | .542  |
| 1980       | 広島       | 65    | 67    | 61    | 3     | 16    | 4        | 0        | 1        | 23    | 4     | 0     | 0        | 0     | 0     | 6     | 0     | 0     | 8     | 3        | .262  | .328     | .377     | .705  |
| 1981       | 広島       | 15    | 15    | 13    | 2     | 1     | 1        | 0        | 0        | 2     | 0     | 0     | 0        | 0     | 0     | 2     | 0     | 0     | 2     | 2        | .077  | .200     | .154     | .354  |
| 1982       | 広島       | 5     | 5     | 5     | 0     | 1     | 0        | 0        | 0        | 1     | 0     | 0     | 0        | 0     | 0     | 0     | 0     | 0     | 0     | 1        | .200  | .200     | .200     | .400  |
| 通算：13年 | 通算：13年 | 950   | 2202  | 1925  | 207   | 485   | 79       | 14       | 25       | 667   | 182   | 39    | 37       | 49    | 18    | 191   | 9     | 19    | 235   | 45       | .252  | .323     | .346     | .670  |

### 記録
初記録
- 初出場：1970年4月15日、対大洋ホエールズ2回戦（明治神宮野球場）、7回裏に緒方勝の代打で出場
- 初安打：1970年4月21日、対読売ジャイアンツ1回戦（後楽園球場）、8回表に緒方勝の代打で出場、堀内恒夫から二塁打
- 初先発出場：1970年4月22日、対読売ジャイアンツ2回戦（後楽園球場）、1番・右翼手で先発出場
- 初打点：1970年9月6日、対読売ジャイアンツ24回戦（明治神宮野球場）、7回裏に城之内邦雄から投手ゴロの間に記録
- 初本塁打：1971年5月25日、対広島東洋カープ6回戦（明治神宮野球場）、4回裏に大石弥太郎から右越ソロ

### 背番号
- 48（1970年 - 1971年）
- 8（1972年 - 1974年）

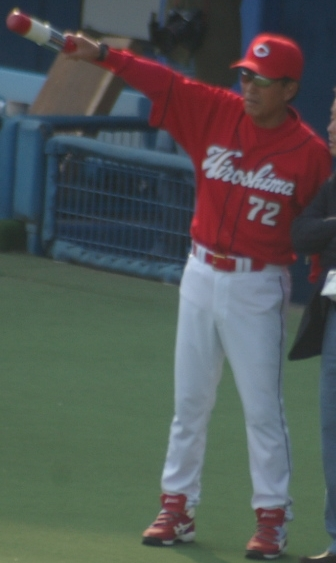
2009年5月9日

- 7（1975年 - 1976年、1980年 - 1982年）
- 32（1977年 - 1979年）
- 80（1983年 - 1988年、2002年）
- 77（1989年 - 1993年）
- 87（1994年 - 2001年）
- 72（2003年 - 2005年、2008年 - 2014年、2024年）
- 84（2006年 - 2007年）
- 71（2015年）
- 81（2016年）
- 109（2017年）
- 75（2018年）
- 101（2019年）

## 書籍
- 「二流が一流を育てる ダメと言わないコーチング」（KADOKAWA、2020年3月19日初版発行、ISBN 978-4-04-896754-9）
- 「打てる、伸びる! 逆転の育成法」（廣済堂出版、2021年3月10日、ISBN 978-4-33-152323-0）
- 「プロの選手だけに教えてきた バッティングドリル100」（KADOKAWA、2021年3月19日、ISBN 978-4-04-605141-7）

監修等
- 「スポーツビジョントレーニング 基礎と実践」（ブックハウス・エイチディ、2020年8月1日、ISBN 978-4-90-901135-0） - 日本スポーツビジョン協会、日本スポーツビジョン医科学研究会著。石橋秀幸と共に監修。
- 「結果を出す二軍の教え」（KADOKAWA、2023年8月31日、ISBN 978-4-04-606492-9） - 小久保裕紀、仁志敏久、松元ユウイチ、木田優夫と共に解説。